# Netelia townsendi
Netelia townsendi là một loài tò vò trong họ Ichneumonidae.